# Barca (Madalena)
A Barca é uma localidade portuguesa da freguesia da Madalena (freguesia), concelho da Madalena do Pico, ilha do Pico, arquipélago dos Açores. 
Nesta localidade encontra-se o sítio da Baía da Barca, na sua proximidade encontra-se a Areia Larga os Toledos.